# ヒラニヤカシプ
ヒラニヤカシプ（梵: हिरण्यकशिपु, Hiranyakashipu）とは、インド神話に登場するアスラの名前である。子はプラフラーダである。名の意味は「金の衣を着たもの」という意味である。女神ディティの直接の子であり、ダイティヤ族に属する。

## 概要

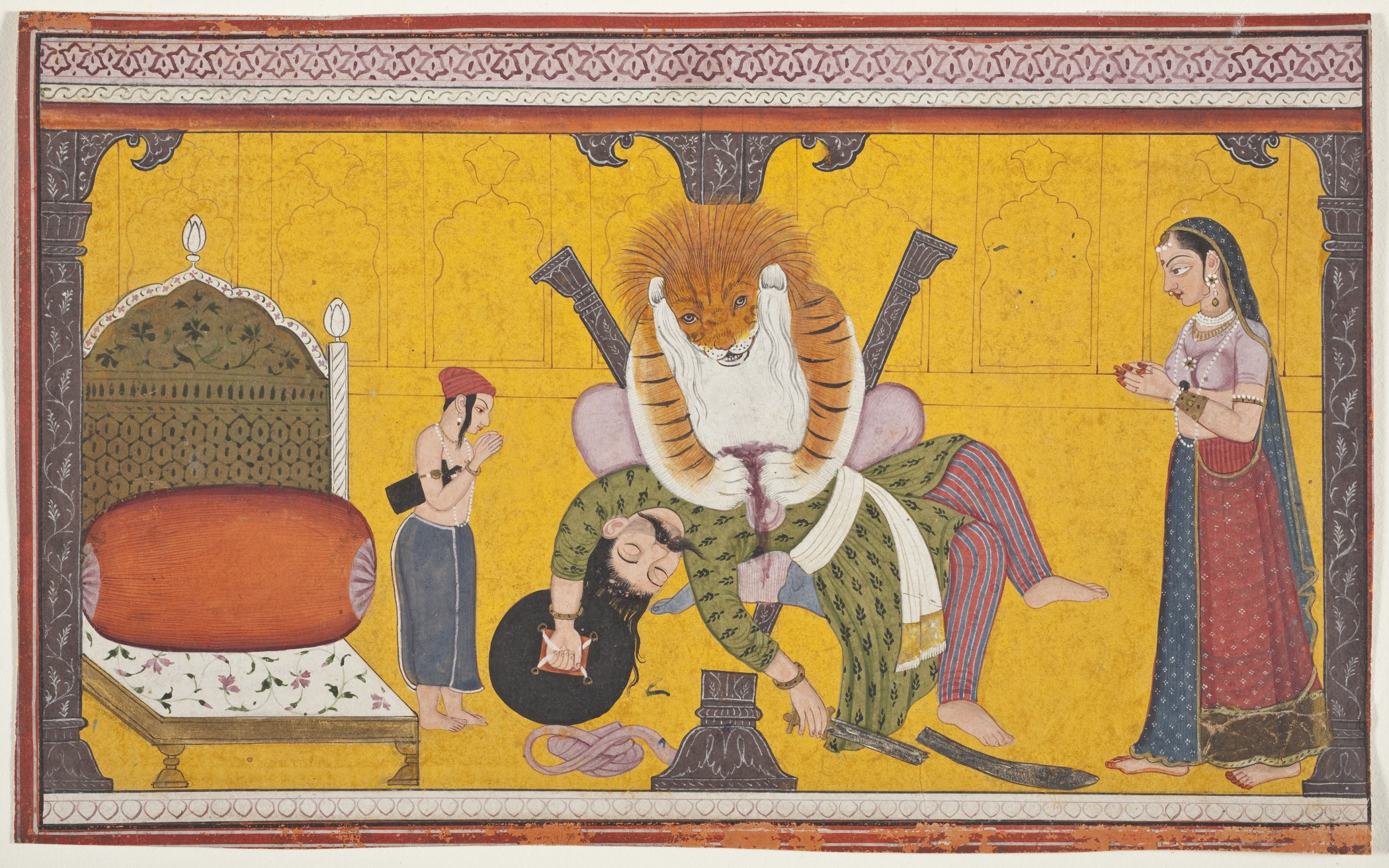
ヴィシュヌの化身ナラシンハ（人獅子）。膝の上で殺されているのがヒラニヤカシプ

兄弟であったヒラニヤークシャがヴィシュヌの化身ヴァラーハに打ち取られた無念を晴らすべく、修業に修業を重ねとうとうブラフマー神から力を授ることに成功した。その力とは「神にもアスラにも人にも獣にも昼にも夜にも家の中でも外でも、地上でも空中でも、しかもどんな武器でも殺されない体」というものであった。こうして無敵同然の体を得たヒラニヤカシプは、悲願だった天界奪回に成功し、ヒラニヤークシャの無念を晴らした。
ところが天界奪還後、息子プラフラーダはあろうことか一族の宿敵であるはずのヴィシュヌを懸命に信仰した。信仰をやめないプラフラーダを見てヒラニヤカシプはわが子を激しく叱ったが考えを変えることができなかった。ヒラニヤカシプはさらに激怒し「お前の神とはどこにいるんだ、だったらこの柱の中にもお前がいう神とやら見えるのか！」とプラフラーダに問い詰めた。ヒラニヤカシプが息子を殺そうとしたまさにその時、突如宮廷の柱を突き破って、ヴィシュヌの化身ナラシンハ（人獅子）が現れ、ヒラニヤカシプを抹殺した。こうしてデーヴァ神族はマハーバリが支配するまで三界を支配した。